# NGC 4004
NGC 4004 (другие обозначения — NGC 4004A, IRAS11555+2809, UGC 6950, ZWG 157.65, MCG 5-28-60, VV 220, MK 432, KUG 1155+261, PGC 37654) — спиральная галактика в созвездии Льва. Открыта Уильямом Гершелем в 1785 году.
Этот объект входит в число перечисленных в оригинальной редакции «Нового общего каталога».

## Описание
Галактика NGC 4004 входит в состав группы галактик NGC 4017. Помимо NGC 4004 в группу также входят NGC 4008, NGC 4016, NGC 4017 и IC 2982.
В галактике наблюдается повышенное ультрафиолетовое излучение, и потому её относят к галактикам Маркаряна. Причиной является всплеск звездообразования из-за взаимодействия с соседними галактиками. Она имеет массу 2⋅1011 M⊙. Бальмеровский декремент достаточно крутой и для линий серии Бальмера с n > 7 поглощение явно заметно. Содержание азота и кислорода в этой галактике близко к таковому в туманности Ориона, хотя в подобных галактиках часто занижено.

## Наблюдение

### Данные наблюдений
Видимая звёздная величина в диапазоне чувствительности глаза mV = 13,0m, в синем фильтре mB = 14,0m. В полосе К (ближний инфракрасный свет) mK = (10,743 ± 0,040)m. Поверхностная яркость — 12,9 mag/arcmin2; угловое положение — 8°.

### Астрономические данные
По состоянию на стандартную эпоху J2000.0 прямое восхождение объекта составляет 11ч 58м 05,1с, склонение +27° 52′ 43″.